# Hope Solo
Hope Amelia Solo (Richland, Washington, 1981. július 30. –) olimpiai és világbajnok amerikai válogatott labdarúgókapus.

## Pályafutása
Hope Solo hatéves volt mikor szülei elváltak. Solo-t az édesanyja nevelte fel, de vietnami veterán édesapjával is közeli kapcsolatban maradt, aki 2007 júniusában hirtelen hunyt el. Az időnként hajléktalan apa jelentős hatással volt Solo-ra.
A Three-Rivers Soccer Club csapatában kezdte a labdarúgást Three-Cities-ben. 1996 és 1999 között a Richland High School csapatában játszott csatárként és 109 gólt szerzett. 1999 és 2002 között a University of Washington csapatában, a Washington Huskies-ban játszott és itt váltott a kapus posztra.

### Klubcsapatokban
Az egyetemi évek után a már megszűnt Philadelphia Charge szerződtette 2003-ban. 2004 és 2005 között Európában játszott. 2004-ben a svéd Kopparbergs/Göteborg, 2005-ben a francia Olympique Lyonnais csapataiban szerepelt.
2008. szeptember 16-án szerződtette a Saint Louis Athletica csapata a 2009 áprilisában induló bajnokságra. 2010 májusában a Saint Louis-i csapat megszűnt és Solo két csapattársával együtt az Atlanta Beat csapatához szerződött.
Solo a twitter közösségi hálózaton először a Boston Breakers szurkolóit vádolta meg rasszizmussal, majd kétségbe vonta a mérkőzés lebonyolítóinak és a liga hozzáértését. Ezt követően a Beat 1–0-s vereséget szenvedett a Washington Freedom csapatától. A második megjegyzése miatt 2500 dolláros pénzbüntetést és egy mérkőzésről való eltiltást kapott.
Az idény befejeztével, 2010. szeptember 22-én Solo jobb vállát meg kellett operálni.
A 2011-es idényre a magicJack csapatához szerződött. 2012-ben a Seattle Sounders Woman játékosa, majd a 2013-as szezontól az NWSL-ben szereplő Seattle Reign kapusaként tevékenykedett.

## Sikerei

### Klubcsapatokban
- Észak-amerikai bajnok (2): 2011, 2013

### A válogatottban
- Világbajnok (1): 2015
- Olimpiai bajnok (2): 2008, 2012
- Aranykupa győztes (1): 2006, 2014
- Algarve-kupa győztes (7): 2005, 2007, 2008, 2010, 2011, 2013, 2015
- Négy Nemzet Tornája győztes (1): 2006, 2007, 2008
- Világbajnoki bronzérmes (1): 2007
- Világbajnoki ezüstérmes (1): 2011
- Aranykupa bronzérmes (1): 2010

### Egyéni
IFFHS Világ legjobb női kapusa (4): 
- 2012, 2013, 2014, 2015

## Magánélete
2012. november 12-én házasodott össze Jerramy Stevens profi amerikai futball játékossal.